# 蒙特羅奧約斯
蒙特羅奧約斯是玻利維亞的城鎮，位於該國東南部，由聖克魯斯省負責管轄，距離首府聖克魯斯51公里，海拔高度303米，每年平均降雨量約1,000毫米，2009年人口2,064。

## 外部連結
- Map of Andrés Ibáñez Province

17°38′S 62°49′W / 17.633°S 62.817°W
[en:Montero Hoyos]